# Severosotská Wikipedie
Severosotská Wikipedie (severosotsky Sepedi Wikipedia) je jazyková verze Wikipedie v severosotštině. V lednu 2020 obsahovala přes 8 100 článků a pracoval pro ni 1 správce. Registrováno bylo přes 4 400 uživatelů, z nichž bylo asi 11 aktivní. V počtu článků byla 154. největší Wikipedie.